# Саирой
Саирой (чечен. Сайрa) — покинутый аул в Итум-Калинском районе Чеченской Республики. Входит в состав Гухойского сельского поселения.

## География
Расположен на правом берегу реки Мулкойэхк, к северо-западу от районного центра Итум-Кали.
Ближайшие развалины бывших сёл: на северо-западе — село Гухой, бывшие аулы Хурикой, Чохой и Дажни, на северо-востоке — село Башен-Кале, на юго-востоке — сёла Ушкалой и Конжухой.